# Asesinos Cereales
Asesinos Cereales est un groupe argentin de ska. Il est considéré par la presse spécialisée comme le plus important du genre en Argentine.

## Histoire
Asesinos Cereales est formé en l'an 2000 après la dissolution des groupes de la scène local du moment : Bajo Presion, Alteracion et Hating Hate. Au départ, il est influencé par le punk rock mais avec l'évolution des musiciens ils commencent à essayer quelques bases de ska avec la participation de trompettes et de saxophones dans certaines chansons. En 2002, ils participent à un concours national intitulé Rock en obra, développé à l'Estadio Obras Sanitarias de Buenos Aires. La bande est présélectionner entre plus de 2 000 participants.
En janvier 2005, ils se lancent dans leur premier album contenant 12 chansons et intitulé Rompecabezas à travers 4K Records. Durant cette même année, la deuxième éditions de Gritos Emergentes est réalisé avec cette fois la participation d'Asesinos Cereales avec les chansons Que se muevan todos et Salgo a ver. Le second semestre de l'année 2006, ils participent à de grands concerts avec des groupes important comme The Locos ou Recidientes et à la présentation du dernier album de Cadena Perpetua, entre autres.
Leur deuxième album sort en novembre 2007 contenant 11 chansons et une instrumental, intitulé Sin fronteras édité par Pinhead Records avec la participation de musiciens comme Maikel de Kapanga, Hernan Valente de Cadena Perpetua et Felix Gutierres de Todos Tus Muertos. Ils réalisent en même temps leur 1er clip avec la chanson Podria ser viernes. Ils terminent leur 2e clip Revolucion Ska qu'ils montront le 5 septembre lors d'un concert à Buenos Aires.
Asesinos Cereales joue notamment au Niceto Club le 25 novembre 2023 pour célébrer sa 20e année d'existence.

## Discographie
- 2000 : Miércoles 14 (démo)
- 2004 : Rompecabezas
- 2007 : Sin fronteras